# Philodromus lanchowensis
Philodromus lanchowensis es una especie de araña cangrejo del género Philodromus, familia Philodromidae. Fue descrita científicamente por Schenkel en 1936.